# Gabriel Casaccia
Benigno Gabriel Casaccia Bibolini (Asunción, 20 de abril de 1907-Buenos Aires, 24 de noviembre de 1980) fue un escritor y periodista paraguayo. Es considerado el padre de la narrativa moderna en el Paraguay, y especialmente recordado por su novela La Babosa (1952). Como otros escritores paraguayos de su época, desarrolló casi toda su obra en el exilio debido al stronismo.

## Biografía

### Primeros años y formación
Benigno Gabriel Casaccia Bibolini nació en Asunción el 20 de abril de 1907, hijo de Benigno Casaccia y de Margarita Bibolini, ambos de nacionalidad italiana, pero pasó parte de su infancia y adolescencia en el pueblo de Areguá, ubicado a unos treinta kilómetros de la capital, al que siempre consideró su lugar en el mundo y en el que ambientaría la mayoría de sus obras.
La formación de Casaccia fue algo errática por los traslados de su familia: en 1919 cursó el primer año de bachillerato en el Colegio San José de Asunción, para luego trasladarse al Colegio Marín en San Isidro, en las afueras de Buenos Aires, donde cursó cuatro años, entre 1920 y 1924; más tarde, por problemas económicos su familia lo sacó de esa institución e intentó que completara el último año faltante en el Colegio Nacional de la Capital en Asunción, pero por incompatibilidades con los planes de estudio entre Paraguay y Argentina, terminó completando el año en la ciudad argentina de Posadas, en el Colegio Nacional de dicha localidad, viviendo en el consulado paraguayo al cuidado de Pedro Bibolini, titular de la misión diplomática. Allí estrechó su relación con Higinio Arbo, un tío político suyo por parte de su madre, quien lo incita a hacer la carrera de abogacía como él, consejo que Casaccia sigue, matriculándose en la Universidad Nacional de Asunción en 1927.
Aunque la carrera era de seis años, se propuso y logró hacerla en cuatro, rindiendo las últimas materias libres mientras trabajaba en el estudio jurídico de Arbo en Posadas, en ese momento a cargo de un socio. En 1932 ocupó brevemente un cargo en el Ministerio de Relaciones Exteriores, siempre apadrinado por Arbo, quien había sido designado al frente de la cartera en ese momento, hasta poco antes del estallido de la guerra del Chaco, durante la cual Casaccia pidió permiso para intervenir como auditor de guerra, permaneciendo en el frente seis meses antes de regresar. Finalmente, en 1934 presentó su tesis y se recibió el 15 de octubre de ese año. Un año después, deseando buscar una mayor independencia económica y dedicarse más libremente a escribir, Casaccia salió definitivamente de Paraguay y se instaló en Posadas, donde residió los siguientes diecisiete años.

### Carrera literaria
Los comienzos literarios de Casaccia se entrecruzan con sus años como abogado. Es así que primero se inició en el periodismo, escribiendo en El Liberal, El Diario y varias revistas asuncenas, para luego volcarse a la narrativa. Durante su primer período en Posadas, trabajando en el estudio de Arbo, escribió su primera novela, Hombres mujeres y fantoches, la única publicada en Paraguay; y su única obra de teatro, El bandolero, así como los cuentos que reuniría en El ghuajú, obras firmadas con su primer nombre y sus dos apellidos, Benigno Casaccia Bibolini. Ya establecido definitivamente en la ciudad fronteriza argentina, publicó una segunda novela, Mario Pereda, y un año más tarde contrajo matrimonio en Buenos Aires con su prima, Carmen Parola, hija de Juan Parola, otro tío político del escritor, casado con una hermana de su madre, con quien tuvo dos hijos.
Después de publicar un segundo libro de cuentos, El pozo, editado un año después, escribió la que la crítica considera su obra más célebre y la que marca el comienzo de su madurez literaria, La Babosa, novela ambientada en el pueblo de Areguá, donde pasó su infancia y donde situaría casi todas sus obras posteriores. Publicada en 1952, y la primera que firmó como Gabriel Casaccia, nombre que utilizó desde entonces, la obra tuvo una buena recepción en Argentina, en contraste con los comentarios negativos que obtuvo de la crítica en Paraguay, donde (con excepciones como Josefina Pla) la condenaron por dar una imagen negativa del país y la sociedad. El mismo año, Casaccia se trasladó con su familia a Buenos Aires.
La aparición de La Babosa convirtió a Casaccia en un referente de la literatura paraguaya, junto a otro escritor exiliado en Argentina por entonces, Augusto Roa Bastos, quien con su libro El trueno entre las hojas había provocado una reacción similar. Sin embargo, con la excepción de algún cuento suelto publicado, como La vida de un borracho, Casaccia se pasó los doce años siguientes sin publicar nada. En 1960 viajó con su esposa a París, invitado por el Pen Club, viaje que aprovecharon para conocer España, Italia y Suiza.
En 1964 publicó su siguiente novela, La llaga, ganadora del Premio Kraft ese mismo año. A esta le siguió Los exiliados en 1966, la única de sus novelas de madurez que no está ambientada en Areguá, sino en Posadas, pero que recupera a algunos personajes de su novela anterior. Con esta obra obtuvo aun un mayor reconocimiento, siendo finalista del Premio Biblioteca Breve de la editorial Seix Barral y obteniendo el Premio Primera Plana, organizado por el semanario argentino del mismo nombre y publicada por la editorial Sudamericana, tras lo cual volvió a otro largo período sin editar más libros.

### Últimos años
En 1973 viajó a Estados Unidos para visitar a amigos, conociendo Nueva York y Miami. Dos años más tarde apareció otra novela, Los herederos, primera obra suya editada en España. Tras un último viaje de dos meses a Europa, Casaccia falleció en el Sanatorio Anchorena de Buenos Aires, a causa de una trombosis cerebral, el 24 de noviembre de 1980, a los 73 años. Por expreso pedido suyo, sus restos fueron repatriados a Asunción y sepultados en el cementerio de Areguá, bajo un monumento del escultor Hermann Guggiari. Un año más tarde se publicó su última novela, Los Huertas, terminada poco antes de su muerte.

## Obra
Casaccia fue un escritor parco en su producción, compuesta por apenas diez títulos escritos a lo largo de cincuenta años, que incluyen siete novelas, dos libros de cuentos y una obra de teatro, a los que hay que sumar algunos cuentos sueltos publicados en revistas y antologías. Esta parquedad puede tener su explicación en la obsesiva puntillosidad con que escribía el autor, quien sometía sus textos a un meticuloso proceso de corrección: primero tomaba notas en papeles sueltos, que después escribía en cuadernos, los cuales a su vez eran pasados a máquina por su esposa, para ser nuevamente revisados por él, y luego volver a ser pasados en limpio.
Las obras de Casaccia se han clasificado con diferentes rótulos, desde el neorrealismo, pasando por el naturalismo, hasta la novela psicológica o de realismo social. La mayoría de sus novelas están ambientadas en Areguá, localidad de las afueras de Asunción en la que pasó temporadas en su infancia y adolescencia y a la que siempre consideró como su lugar en el mundo, llegando a compararla con el Macondo de Gabriel García Márquez. Sin embargo, Casaccia está lejos de cualquier atisbo de realismo mágico o de una evocación emotiva o pintoresca de su pueblo de la infancia; por el contrario, sus novelas, escritas con un estilo despojado y cuidado, muestran una amarga visión de la sociedad paraguaya, visión marcada por la frustración y el pesimismo. La construcción psicológica de los personajes es otra característica reconocible del escritor. En sus obras, estos sufren de un ambiente asfixiante ante el cual cualquier esfuerzo o intento por cambiar o mejorar la situación está fatalmente condenado al fracaso, y que casi siempre desencadena consecuencias trágicas. Al mismo tiempo, estas frustraciones pueden ser producto de sus propias expectativas: a menudo sus personajes piensan que merecen más de lo que tienen, y actúan de forma cínica y apelando a cualquier medio para intentar lograr sus propósitos. Todo esto ha llevado a que un autor como Rubén Bareiro Saguier lo llame «novelista de la degradación».

### Valoraciones críticas
Pese a la hostil recepción inicial que tuvo en su momento, actualmente se considera a Casaccia como el padre de la narrativa paraguaya moderna, una vertiente que en el país había sido muy poco cultivada hasta ese momento, como señaló el ya citado Augusto Roa Bastos: «Gabriel Casaccia es el iniciador de la narrativa paraguaya contemporánea, lo que en buena medida da a su obra un carácter fundacional, y a su autor, el mérito insólito de haber echado a andar el género es un huevo novelísticamente inédito». Hasta ese momento, el último referente de importancia había sido el español Rafael Barrett, quien residió en el Paraguay a principios del siglo XX y se considera como el pionero de la narrativa nacional.
Por su parte, el poeta e investigador Roque Vallejos señala: «Desde Barrett, nadie en la narrativa paraguaya había apuntalado tan crudamente la “realidad nacional”. Nos referimos a esa experiencia humana que viene aconteciendo en el Paraguay hace más de cuatro siglos, a la que muchas veces la sociología se ha visto tentada a llamar “ficción”, pero cuya patencia en la vida de un pueblo no se puede desvirtuar. “No creo que la realidad nacional sea ni un interrogante, ni un misterio”, dice Casaccia en una carta al autor de este ensayo, enumerando luego varios hechos cuya negatividad no excluye la existencia de la misma: “sentimiento compensatorio del pasado”; “insatisfacción del presente”; “falseamiento de la historia”; “narcisismo adormecedor”; “falta de héroes civiles”; “desconocimiento de la libertad”. “Todo eso y mucho más -dice Casaccia- es nuestra realidad”... Se ha dicho que es el mejor representante de la literatura existencialista en nuestro país... La literatura posterior a Casaccia se ha inspirado en su obra transformándose en “fenómeno problematizador” por excelencia. Este tipo de antiliteratura que hace Casaccia se presenta como el medio menos retórico y más efectivo para desnudar la realidad...»
Hugo Rodríguez-Alcalá, en su Historia de la Literatura Paraguaya (1971) escribe acerca de Casaccia y de La Babosa: «es un artista de sensibilidad exquisita, obseso por el recuerdo de su niñez y adolescencia. Niño y adolescente, pasó largas temporadas en un pueblecito situado a 30 km de Asunción. Este es un lugar apacible, a orillas de un lago hermoso, el Lago Ypacaraí. Las casas, de amplias galerías, con patios y jardines poblados de árboles frondosos se yerguen en el silencio como invitando a una vida sosegada y sedante. ¿Cómo va a evocar a este pueblo -Areguá- el autor expatriado de La Babosa? ¿Será un lugar idílico al que la nostalgia le preste un agregado encanto, una mayor hermosura rústica? Nada de esto. 
Acaso por un sentimentalismo al revés, Casaccia lo convertirá en el escenario de lo que más odia y no de lo que más ama. Allí pululan, inquietas y groseras, unas criaturas mezquinas, de pasiones bajas, que hozan en la banalidad de una existencia sórdida, vacía, inauténtica. Los siete pecados capitales han encarnado en Areguá la más potente versión paraguaya de sus esencias universales... En la patria del culto de los héroes, en efecto, surgen con La Babosa los antihéroes. Se alegará que Casaccia vive en una época literaria de proliferación de antihéroes... Concedido. Pero siempre que no se olvide o descarte el dato fundamental antes indicado: en nuestro autor es innegable una reacción contra una manera de sentir y de expresar la vida de su nación, y esta reacción adquiere en sus circunstancias concretas un sentido de carácter propio y original. En suma, ese furor antiidealizador y antisentimental responde concretamente a una “manía” idealizadora y sentimentalizadora a la que hay que arrancarle la máscara».
Raúl Amaral, crítico e intelectual de riquísima trayectoria en la cultura paraguaya de este siglo, en la “Introducción” a la novela póstuma Los Huertas, afirma: «Algo importante habrá que recordar para que no se sigan repitiendo inexactitudes, derivadas de una visión negativa o incompleta: Casaccia no procede a la demolición espiritual o creativa de Areguá (y mucho menos del Paraguay) desde sus narraciones, sino que se limita a instalar grupos sociales, personas y hechos asediados por una problemática (una o varias) que tiene indudables raíces universales. La pena, la maldad, la maledicencia, el ejercicio del “mbareté”, no reflejan exclusividades nacionales o lugareñas, pues son propias de gentes que viven situaciones particulares en cualquier sitio de este mundo».

## Obras

### Novelas
- Hombres, mujeres y fantoches (1930)
- Mario Pereda (1939)
- La Babosa (1952)
- La llaga (1964)
- Los exiliados (1966)
- Los herederos (1975)
- Los Huertas (1981)

### Cuentos
- El guajhú (1938)
- El pozo (1947)
- La vida de un borracho (1953)
- El secreto de las hermanas Franco (1970)
- Cuentos completos (1984)

### Teatro
- El bandolero (1932)

## Premios
- Premio Kraft (1963) por La llaga
- Premio Primera Plana (1966) por Los exiliados